# Mondo senza veli
Mondo senza veli è un film del 1985, diretto da Bitto Albertini. È anche noto come Nudo e crudele 2, in quanto seguito ideale del mondo movie Nudo e crudele girato l'anno precedente dallo stesso regista.